# Idia majoralis
Idia majoralis là một loài bướm đêm thuộc họ Noctuidae. Loài này có ở Ontario và Quebec, phía nam into Hoa Kỳ, ở đó nó has been recorded từ Illinois, Wisconsin và Missouri.